# Гвідо Вінкон
Гвідо Вінкон (італ. Guido Vincon, 22 травня 1914, Сан-Джермано-Кізоне — 26 липня 1941, Мальта) — італійський військовик, учасник Другої світової війни, нагороджений Золотою медаллю «За військову доблесть».

## Біографія
Гвідо Вінкон народився 22 травня 1914 року у місті Сан-Джермано-Кізоне. Працював механіком. У 1935 році був призваний на військову службу у ВМС Італії. У 1937 році отримав звання старшого матроса, у 1938 році, перед виходом у відставку - старшини. 
у 1940 році, після вступу Італії у Другу світову війну, повернувся на військову службу. Ніс службу на борту есмінця «Лампо», потім на крейсері «Сан-Джорджо». У 1941 році перейшов до складу 10-ї флотилії МАС.
У ніч з 25 на 26 липня 1941 року брав участь в атаці Мальти, перебуваючи на катері MAS-541. О 6:20, коли став зрозумілим провал операції, командир «корабельного підрозділу» Джорджо Джоббе повів човни MAS назад. Але на перехоплення човнів вилетіли британські винищувачі. Від їхнього вогню човни загорілись та затонули. Серед загиблих був і Гвідо Вінкон.

## Нагороди
- Золота медаль «За військову доблесть»